# Îles Vierges britanniques aux Jeux olympiques d'hiver de 1984
Les Îles Vierges britanniques participent aux Jeux olympiques d'hiver de 1984 à Sarajevo en Yougoslavie du 8 au 19 février 1984. Il s'agit de leur 1re participation à des Jeux olympiques d'hiver. La délégation est composée d'un seul athlète, Erroll Fraser qui participe à deux épreuves de patinage de vitesse, il est également le porte-drapeau.

## Patinage de vitesse
| Athlète       | Épreuve | Temps         | Rang |
| ------------- | ------- | ------------- | ---- |
| Erroll Fraser | 500 m   | 43 s 47       | 40e  |
| Erroll Fraser | 1 000 m | 1 min 30 s 59 | 42e  |